# Advanced Audio Distribution Profile
Advanced Audio Distribution Profile (A2DP) is een bluetooth-profiel waarmee mono- of stereohifigeluid over een draadloze bluetoothverbinding verzonden kan worden. Het moet onderscheiden worden van bluetoothaudio dat slechts bedoeld is voor spraakoverdracht.

## Geschiedenis
Met enerzijds de evolutie van bedraad naar draadloos en anderzijds de evolutie van mobiele telefoons en pda's naar een geheel multimediatoestel dat ook als mp3-speler en FM-radio kan dienen als achtergrond is A2DP ontwikkeld. Later heeft A2DP dan samen met bluetooth ook zijn overstap gemaakt van de GSM naar andere toestellen zoals computers.

## Werking

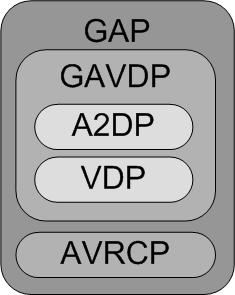
A2DP afhankelijkheden

A2DP is afhankelijk van enkele andere bluetoothprofielen. In eerste plaats het General Access Profiel (GAP), die basis is voor alle andere profielen. Daarboven het General Audio/Video Distribution Profile (GAVDP) dat op zijn beurt de basis biedt voor A2DP en VDP (Video Distribution Profile). Er bestaat ook nog een ander bluetoothprofiel dat handig kan zijn voor audio- en videotoepassingen, namelijk het Audio/Video Remote Control Profile (AVRCP). Dit profiel kan gebruikt worden om de muziekspeler via een bluetoothhoofdtelefoon te bedienen.
De basis van A2DP is bijna volledig dezelfde als die van GAVDP op contentbescherming na, deze moet voorzien worden door de applicatielaag die boven op de basis draait.
Zowel het verzendende apparaat als het ontvangende apparaat dient A2DP te ondersteunen. A2DP ondersteunende toestellen ondersteunen dikwijls ook andere functies zoals handsfree bellen en bediening van de muziekspeler. Dit wordt echter niet ondersteund door A2DP, daarvoor kunnen andere profielen zoals het Hands-Free Profile (HFP) en het Audio/Video Remote Control Profile (AVRCP) samen met A2DP gebruikt worden zoals hierboven beschreven.

## Toepassingen
Enkele typische toepassingen zijn een draadloze verbinding tussen de muziekspeler en hoofdtelefoon, autoradio en stereoketen. A2DP wordt ook ondersteund door de belangrijkste besturingssystemen zoals Windows Vista (na een update van april 2007), Windows 7, Mac OS X (na versie 10.5) en Linux (vanaf versie 3.15 van BlueZ, de Linux bluetooth-stack).